# Nicolás de Jesús López Rodríguez
Nicolás de Jesús López Rodríguez (Barranca, 31 ottobre 1936) è un cardinale e arcivescovo cattolico dominicano, arcivescovo emerito di Santo Domingo e ordinario militare emerito per la Repubblica Dominicana.

## Biografia
Nasce il 31 ottobre 1936 a Barranca, La Vega, nella Repubblica Dominicana, figlio di Perfecto Ramón López Salcedo e di Delia Ramona Rodríguez.
Entra al seminario Santo Tomás de Aquino di Santo Domingo.
È ordinato presbitero il 18 marzo 1961 a La Vega per l'imposizione delle mani di monsignor Francisco Panal Ramírez, O.F.M.Cap., vescovo della diocesi.
Dopo l'ordinazione continua gli studi a Roma dal 1963 al 1965. Ottiene il diploma di sociologia pastorale nel Centro internazionale per la formazione sociologica del clero (CISIC), e la licenziatura in Scienze Sociali presso la Pontificia Università San Tommaso d'Aquino in Urbe (Angelicum).
Vari anni dopo segue nella stessa città due corsi di aggiornamento di diritto canonico presso la Pontificia Università Gregoriana.
Il 16 gennaio 1978 è eletto vescovo della nuova diocesi di San Francisco de Macorís e consacrato il 25 febbraio dello stesso anno.
Il 15 novembre 1981 è promosso arcivescovo di Santo Domingo e, nel contempo, assume l'onorifico ma prestigioso titolo di primate delle Americhe in quanto l'isola di Santo Domingo è stata la prima ad essere raggiunta dai colonizzatori del Nuovo Mondo. Il 4 aprile 1982 è nominato anche ordinario militare per la Repubblica Dominicana.
È elevato a cardinale il 28 giugno 1991 da papa Giovanni Paolo II, con il titolo di cardinale presbitero di San Pio X alla Balduina.
Al momento della sua creazione a cardinale, con i suoi 55 anni risulta, assieme al cardinale statunitense Roger Michael Mahony, il più giovane prelato del Sacro Collegio, superando il cardinale colombiano Alfonso López Trujillo.
Verrà superato il 26 novembre 1994 dal cardinale slavo Vinko Puljić, di 9 anni più giovane.
Nel 2009 è rieletto alla presidenza della conferenza episcopale dominicana: aveva già ricoperto tale ufficio dal 1984 al 2002.
Il 4 luglio 2016 papa Francesco accoglie la sua rinuncia al governo pastorale dell'arcidiocesi di Santo Domingo per raggiunti limiti di età.
Il 31 ottobre 2016, al compimento dell'ottantesimo compleanno, è uscito dal novero dei cardinali elettori.

## Pastorale
Durante il suo ministero in Santo Domingo ha avviato tre piani pastorali diocesani: i primi due, corrispondenti agli anni ottanta e novanta, erano centrati su una serie di priorità pastorali. Il terzo, attualmente in fase di svolgimento, è stato mutuato dal Movimento per un mondo migliore, e vuole coinvolgere tutti, arrivare a tutti, e informare tutti gli ambiti della pastorale. È personalità dalle prese di posizione nitide. La sua opinione è cercata e riportata sistematicamente dai giornali dominicani.

## Genealogia episcopale e successione apostolica
La genealogia episcopale è:
- Cardinale Scipione Rebiba
- Cardinale Giulio Antonio Santori
- Cardinale Girolamo Bernerio, O.P.
- Arcivescovo Galeazzo Sanvitale
- Cardinale Ludovico Ludovisi
- Cardinale Luigi Caetani
- Cardinale Ulderico Carpegna
- Cardinale Paluzzo Paluzzi Altieri degli Albertoni
- Papa Benedetto XIII
- Papa Benedetto XIV
- Papa Clemente XIII
- Cardinale Bernardino Giraud
- Cardinale Alessandro Mattei
- Cardinale Pietro Francesco Galleffi
- Cardinale Giacomo Filippo Fransoni
- Cardinale Carlo Sacconi
- Cardinale Edward Henry Howard
- Cardinale Mariano Rampolla del Tindaro
- Cardinale Antonio Vico
- Arcivescovo George Joseph Caruana
- Cardinale Manuel Arteaga y Betancourt
- Cardinale Octavio Antonio Beras Rojas
- Cardinale Nicolás de Jesús López Rodríguez

La successione apostolica è:
- Vescovo Gabriel Antonio Camilo González (1992)
- Vescovo Amancio Escapa Aparicio, O.C.D. (1996)
- Vescovo Pablo Cedano Cedano (1996)
- Arcivescovo Francisco Ozoria Acosta (1997)
- Arcivescovo Freddy Antonio de Jesús Bretón Martínez (1998)
- Vescovo Julio César Corniel Amaro (2005)
- Vescovo Victor Emilio Masalles Pere (2010)
- Vescovo Fausto Ramón Mejía Vallejo (2012)
- Vescovo Andrés Napoleón Romero Cárdenas (2015)
- Arcivescovo Héctor Rafael Rodríguez Rodríguez, M.S.C. (2015)